# Abhinaya

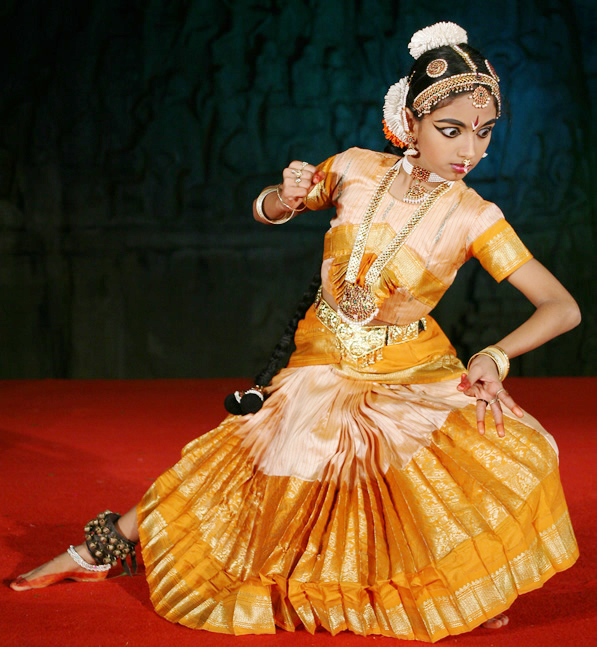
Bailarina clásica india, haciendo abhinaya a través de mudras y su mirada.

En las artes escénicas de la India, abhinaya es el arte de la expresión dramática, y uno de los componentes claves en las danzas clásicas de la India, que permite al intérprete contar historias a la audiencia mediante el uso de mudras y gestos faciales.
El abhinaya no se refiere a la simple imitación (anukarana) de un personaje, sino a una exploración interpretativa (anukirtana) que hace emerger significados relacionados con el contenido de la obra. Este término es entendido en un modo más amplio que el de «actuación», este último reservado en India para contextos más modernos.

## Etimología
Abhinaya (del sánscrito: abhi+nii ‘hacia’‘líder/guía’) se puede traducir literalmente como «dirigir o conducir hacia», refiriéndose al hecho de conducir a la audiencia hacia un sentimiento particular durante la interpretación del artista escénico.